# Municipio de Tsjaltubo
El Distrito de Tskhaltubo (del georgiano: წყალტუბოს მუნიციპალიტეტი) es un municipio de Georgia, en la región de Imericia. La capital es la ciudad de Tskhaltubo. El distrito se encuentra situado al este de las tierras bajas de Cólquida, en el valle de los ríos Rioni y Gubistsqali. La superficie total es de 707.5 km² y su población es de 56 883 habitantes.
La principal actividad económica del distrito es el turismo, principalmente por las aguas termales curativas de la ciudad de Tskhaltubo y el Monumento natural Cueva de Prometeo.
- Datos: Q1892810
- Multimedia: Tsqaltubo Municipality / Q1892810